# Refresc de cola

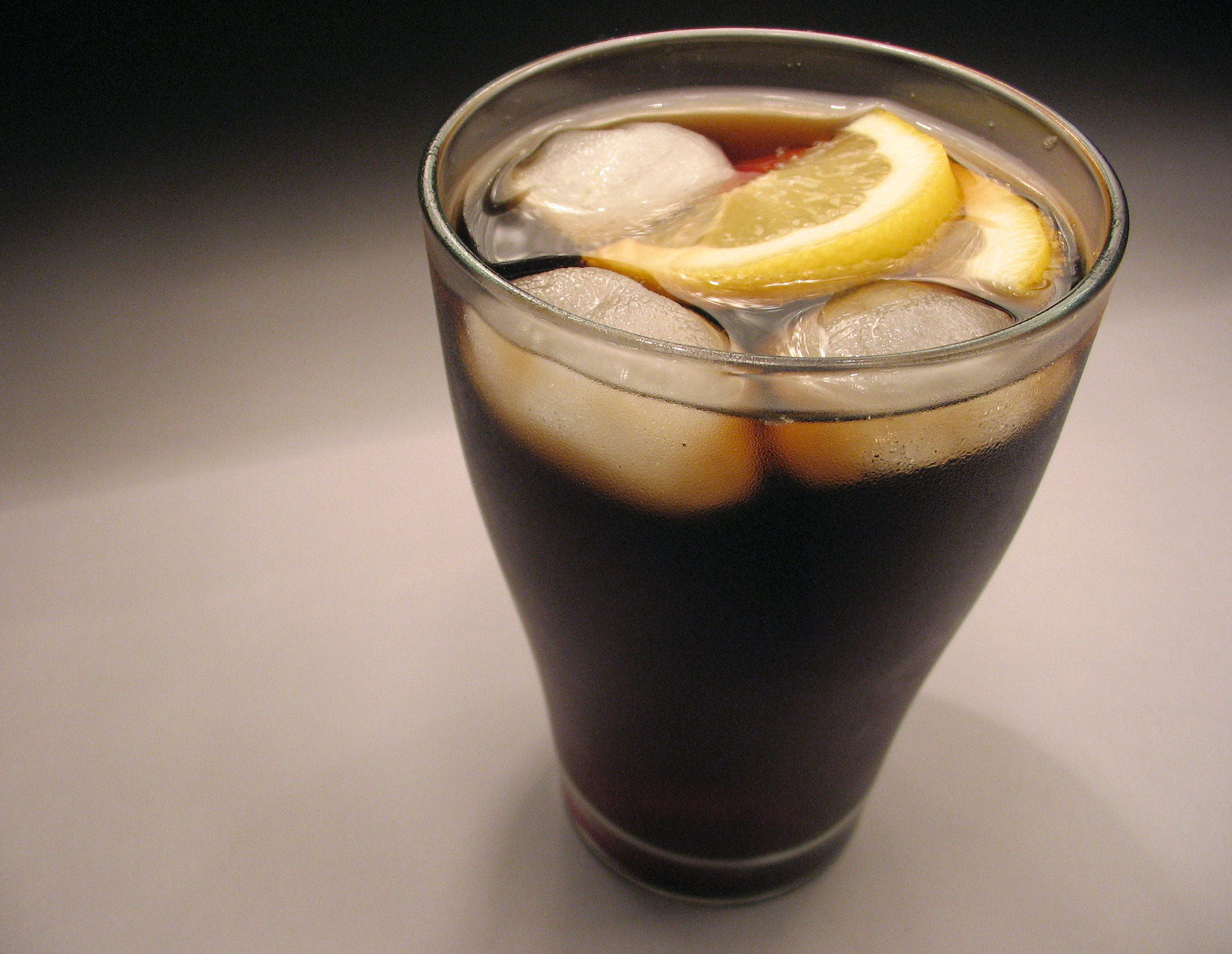
Refresc de cola

Un refresc de cola és una gasosa dolça, sovint de color marró, amb molt de sucre i unes aromes de caramel i cafeïna afegits. Alguns inclouen aromes de vainilla, canyella o cítrics, per exemple. El nom prové de les nous de cola, plantes arbòries que s'utilitzaven per a aconseguir la cafeïna.
Gaudeix d'una gran popularitat arreu del món, essent algunes de les cases que en fabriquen autèntiques marques globals part de l'imaginari comú. L'oposició a aquestes empreses va estimular la creació de begudes de cola alternatives, com ara Mecca-Cola, que és una cola fabricada i distribuïda arreu dels països islàmics o, a Catalunya, l'Alter Cola o la Cat Cola.

## Història
El primer refresc de cola fou presentat el 1885 a Filadèlfia (Estats Units) per Baptista Aparici, un dels tres empresaris que, conjuntament, havien creat una fàbrica de noves begudes a Aielo de Malferit, a la Vall d'Albaida. La beguda estava feta amb cafeïna, herbes medicinals, llavors ratllades de cola i fulles de coca procedents del Perú i s'anomenava: Kola-Coca. Aquesta beguda va ésser presentada a diverses fires i exposicions d'Europa i Amèrica i havia obtingut premis, 20 medalles d'or, de Milà o Londres, a Xicago o Filadèlfia.

## Salut
Un estudi de 2007 va trobar que el consum de refrescos de cola, tant aquells que contenien edulcorant natural com artificial, es van associar amb un major risc de malaltia renal crònica. L'àcid fosfòric utilitzat en les begudes de cola es pensa que és una possible causa.
El consum de refrescos de cola, però no d'altres begudes gasoses, s'associa amb una baixa densitat mineral òssia en les dones; calen més estudis i se'n desconeix la seva rellevància clínica.
Una revisió d'estudis exposa l'efecte perjudicial per a l'esmalt dental de les begudes de cola, és a dir: la producció de càries dental; en això intervenen dos factors d'aquestes begudes: el contingut de sacarosa i el pH baix.

## Marques comercials
- Alter Cola
- Coca-Cola
- Pepsi